# Присяга громадян Херсонесу

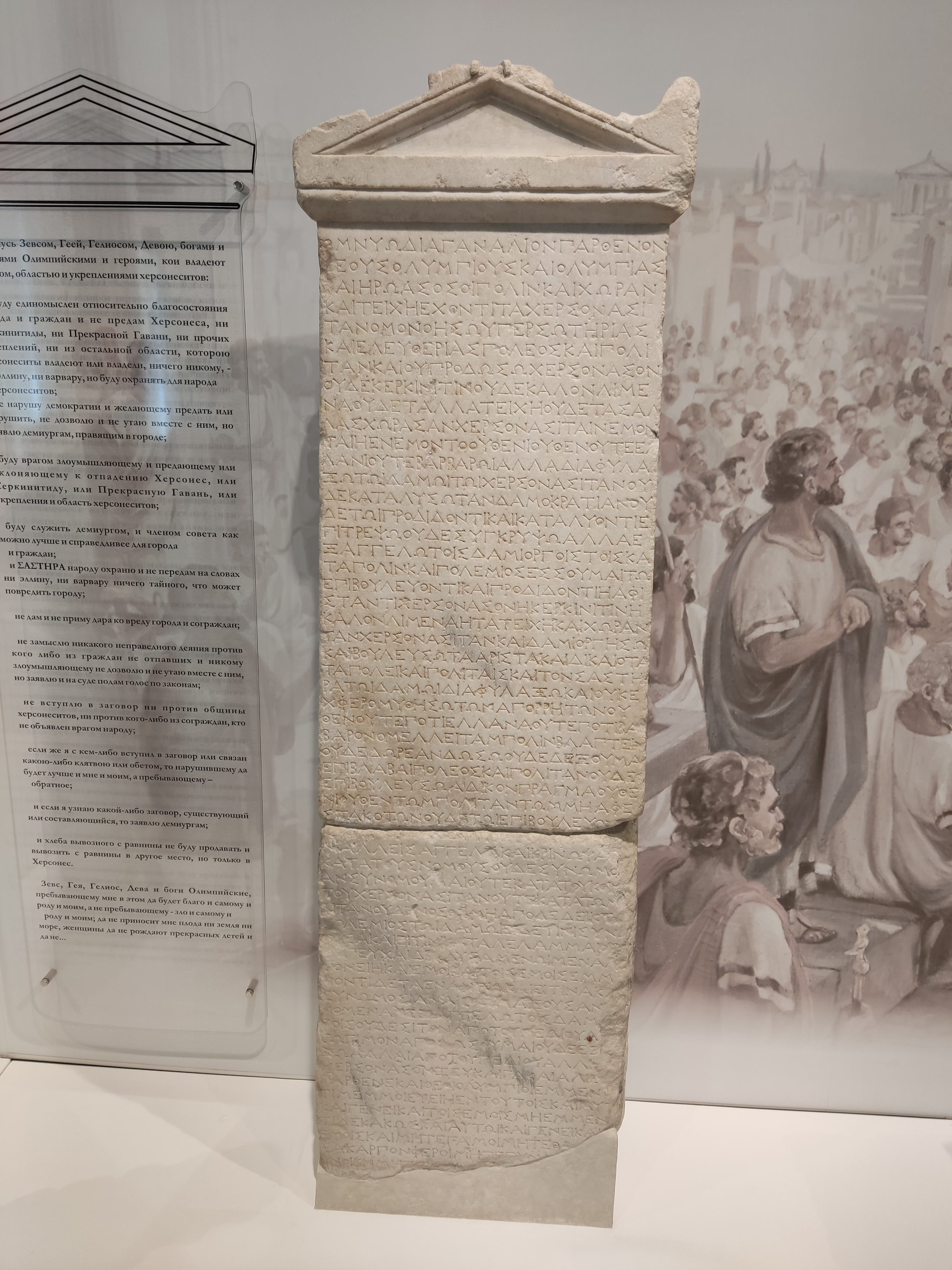

Присяга громадян Херсонесу — епіграфічна пам'ятка з Херсонесу Таврійського. На думку більшості фахівців вона датується початком III століття до н. е.

## Короткий опис
Присяга громадян Херсонесу викарбувана на плиті з білого мармуру, що оздоблена вгорі карнизом та фронтоном. Цю плиту було знайдено на центральній площі Херсонеса, біля Володимирського собору, верхня і нижня частини — у 1890 році та в 1891 році, а невеликий фрагмент — у 1899 році. Напис на плиті зберігся майже повністю (бракує лише частини прикінцевої фрази). До наукового обігу пам'ятку ввів В. Латишев.

## Текст присяги
Присяга подається за текстом, наведеним на сайті музею-заповідника «Херсонес Таврійський»
Клянуся Зевсом, Геєю, Геліосом, Дівою, богами й богинями Олімпійськими та героями, котрі володіють містом, областю й укріпленнями херсонеситів:

я буду однодумцем у справі добробуту міста та громадян і не зраджу Херсонес, ні Керкинітиду, ні Прекрасну Гавань, ані інші укріплення, ні інші області, якими херсонесити володіють або володіли, нічого нікому, - ні еллінові, ні варвару, але буду охороняти для народу херсонеситів;
не порушу демократії й тому, хто бажає зрадити або порушити, не дозволю й не приховаю разом з ним, але заявлю деміургам, що правлять у місті;
буду ворогом для тих, хто лихе задумує, хто зраджує чи схиляє до відділення Херсонесу, або Керкінітиди, або Прекрасної Гавані, або укріплень і області херсонеситів;
буду служити деміургам, і членам ради якомога краще і справедливіше для міста і громадян;
і ΣАΣТНРА народу захищу і не передам на словах ні еллінові, ні варвару нічого таємного, що може зашкодити містові;
не дам і не прийму дару на шкоду міста й співгромадян;
не задумаю жодного неправедного діяння проти будь-кого з громадян, що не відійшли, й нікому, хто задумує лихе, не дозволю й не приховаю разом з ним, але заявлю й на суді подам голос за законами;
не вступлю у змову ні проти громади херсонеситів, ні проти кого-небудь із співгромадян, хто не оголошений ворогом народу;
якщо ж я з ким-небудь вступив у змову чи пов'язаний якою-небудь клятвою чи обітницею, то, порушивши, так буде краще і мені і моїм, а тому, хто перебуває - зворотне;
і якщо я дізнаюся про якусь змову, існуючу або замислену, то заявлю деміургам;
і хліба вивізного з рівнини не буду продавати й вивозити з рівнини в інше місце, але тільки до Херсонесу.

Зевс, Гея, Геліос, Діва й боги Олімпійські, мені, хто триматиметься цього нехай буде благо і самому, і роду, і моїм, а хто не триматиметься - зло і самому, і роду, і моїм, нехай не приносить мені плоду ні земля, ні море, та жінки не народжують прекрасних дітей і нехай не ...

## Коментар та значення документу
В. Латишев вважав, що присяга складалася кожним херсонесцем при вступі до громади міста. Натомість С. Жебельов висловлював думку про те, що присяга є реакцією владних структур  на планований але нереалізований чи придушений заколот, у зв'язку з чим від громадян міста вимагалося підтвердити свою лояльність. Близьку до Жебельова версію висувала також Е. І. Соломоник.
З Присяги можна скласти уявлення про межі володінь Херсонесу, який був не просто колонією, а впливовою державою, яка контролювала також Керкінітиду (зараз м. Євпаторія), Прекрасну гавань (зараз смт. Чорноморське), ряд укріплень і земель на західному березі Криму і найближчу сільськогосподарську територію (хору) на Гераклейському півострові. З економічного погляду присяга свідчить про наявність хлібної монополії та торгівлі херсонесців зі скіфами. Можна також довідатися про державний устрій в місті-державі Херсонес; так основними органами міста були Рада та Народні збори. Керівники міста називаються в присязі деміургами.
У присязі, що мала характер клятви, окрім головної тріади грецьких богів — Зевс, Гея та Геліос — херсонесці просять опіки богиню Діву, яка була головною покровителькою міста. За Крисаченком, Діва - це бог-ідол автохтонів Криму таврів, запозичена греками Херсонесу. Пізніше Діва стала ототожнюватися з Артемідою.
Значення слова ΣАΣТНРА («састер») залишається не до кінця з'ясованим. На думку В. С. Крисаченка слово «састер» вказує на первісне святилище Діви, яке за висновком С. Жебелєва, знаходилося на відстані 100 стадіїв (17,7 км) від Херсонесу, на мисі Парфенія (Фіолент).

"Дгарму формують шастри – ΣАΣТНРА («састер»)  - священні книги. А в ІІІ ст. до н.е. жителі Херсонеса Таврійського, літописного Корсуня, звідки в Х ст. прийщло до Києва християнство, у так званій Херсонеській присязі , знайденій у 1890–1891 рр. на центральній площі Севастополя біля колишнього Володимирського собору, клянуться: «… я охоронятиму для народу састер і не розголошуватиму нічого потаємного ні еллінові (!), ні варвару…» (КЛХ, 10). Састер тут суто індійський термін для священних книг – шастр , які регламентували життя давнього індійця. Наявність цього винятково давнього для давніх і сучасних індійців терміну на теренах України важко переоцінити. По-перше, він засвідчує етнічну осібність херсонесців-таврів від греків і варварів, довколишніх племен. По-друге, він засвідчує індоарійську приналежність таврів, столицею яких і був Херсонес, літописний Корсунь, який має свого двійника на Черкащині, нині Корсунь-Шевченківський. По-третє, термін шастри винятково важливий для зрозуміння багатьох історичних реалій, явищ, подій та процесів і в цьому, і в суміжних ареалах" . Джерело цитати "Індоарійські таємниці України" (svit.in.ua).